# Andrzej Błasik
Andrzej Błasik (11. říjen 1962 Poddębice, Polsko – 10. duben 2010 Pečersk, Rusko) byl polský generálporučík a velitel vzdušných sil.

## Životopis
V letech 1977 až 1981 studoval na Důstojnické škole v Dęblinu. V roce 1985 měl již hodnost podporučíka. V letech 1993 až 1995 studoval na Akademii národní obrany ve Varšavě. Byl také absolventem Nizozemské akademie obrany v Haagu (1998) a Školy Letectva USA v Montgomery (2005). V roce 2002 se stal velitelem 31. letecké základny v Poznani. Od roku 2004 působil na velení vzdušných sil. 19. dubna 2007 byl jmenován velitelem letectva.
Zemřel při leteckém neštěstí u ruského Smolensku 10. dubna 2010. Posmrtně obdržel Komandérský kříž Řádu Polonia Restituta (Krzyż Komandorski Orderu Odrodzenia Polski).

## Vyznamenání

### Polská vyznamenání
- komtur Řádu znovuzrozeného Polska in memoriam – 2010[3]
- Stříbrný Záslužný kříž – 2006[4]
- Bronzový Záslužný kříž – 1998[5]
- Stříbrná Medaile ozbrojených sil ve službě vlasti
- Bronzová Medaile ozbrojených sil ve službě vlasti
- Zlatá Medaile za zásluhy na národní obraně

### Zahraniční vyznamenání
- velkodůstojník Řádu za zásluhy – Portugalsko, 1. září 2008[6][7]
- komandér Legion of Merit – USA, 2009